# Champillon
Champillon település Franciaországban, Marne megyében. Lakosainak száma 511 fő (2022. január 1.). Champillon Aÿ-Champagne, Dizy, Hautvillers és Saint-Imoges községekkel határos.

## Népesség
A település népességének változása:
| Lakosok száma | 357  | 551  | 533  | 509  | 512  | 505  | 505  | 512  | 510  | 511  |
|               | 1968 | 1982 | 1990 | 2006 | 2013 | 2015 | 2017 | 2019 | 2020 | 2022 |